# 富山県済生会富山病院
富山県済生会富山病院（とやまけんさいせいかいとやまびょういん）は、社会福祉法人恩賜財団済生会支部富山県済生会が富山県富山市に設置する病院。

## 病院建物概要
本館は地上7階建て延床面積約16,500m2（旧病院の2.2倍の広さで、1床あたりの面積が大幅に増えている）。1階、2階がホールや外来、検査部門、3階 - 7階が病棟部分。駐車場は400台用意されている。

## 沿革
1931年（昭和6年）7月、済生会富山県支部発足。1936年（昭和10年）4月には恩賜財団済生会富山病院が富山市桜町にて開設された（病床20床）。その後富山大空襲で焼失したため、高岡市に移転した（現在の富山県済生会高岡病院）。
終戦後の1945年（昭和20年）12月8日に旧病院跡に15坪の仮診療所を建築して移転および診療開始し、1946年（昭和21年）11月に富山市安住町県立産育院（産婦人科）が開設された。1948年（昭和23年）3月1日に『富山県厚生病院』に改称、同時に経営を済生会富山県支部に受託された。1952年（昭和27年）5月に社会福祉法人恩賜財団富山県済生会として認可され、1968年（昭和43年）4月、富山県済生会富山病院と改称し、総合病院の認可を受けた。
1992年（平成4年）3月27日、国道8号や東富山駅、富山県高志リハビリテーション病院（現・富山県リハビリテーション病院・こども支援センター）に近い現在地への移転新築を正式に決定、1995年（平成7年）4月着工、1996年（平成8年）12月19日に完成式、1997年（平成9年）1月1日に開院し、1月4日に外来診療開始。近くの富山県高志リハビリテーション病院との連携を強め、予防から治療、リハビリまでの一貫した診療態勢を整えた。脳卒中センターの機能を拡充させたほか、慢性腎不全患者のための人工透析センター、地域住民の健康診断を行う健康管理センターも新設された。
2023年（令和5年）8月7日、本館に併設する『検診・予防管理センター』（鉄骨4階建て延床面積2,666.5 m2、1 - 3階が延床面積1,900m2の健康管理センター（検診フロア）、4階が職員フロア）の起工式が行われ、2024年（令和6年）8月7日に完成した。
2025年（令和7年）4月2日、新たな健康管理センター棟（鉄骨4階建て、延床面積2,666 m2）を開所、利用開始した。

## 診療科
（この節の出典）
- 内科
- 消化器内科
- 循環器内科
- 糖尿病・内分泌内科
- 脳神経内科
- 外科
- 消化器外科
- 形成外科
- 整形外科
- 皮膚科
- 泌尿器科
- 産婦人科
- 眼科
- 耳鼻咽喉科
- 脳神経外科
- 麻酔科
- リハビリテーション科
- 放射線科
- 歯科口腔外科
- 病理診断科

過去に存在した診療科
- 小児科（2021年（令和3年）3月31日を以て診療を終了[11]）

## 医療機関の指定・認定
（下表の出典）
| 保険医療機関                                   | 戦傷病者特別援護法指定医療機関           |
| 労災保険指定医療機関                           | 原子爆弾被害者一般疾病医療取扱医療機関   |
| 指定自立支援医療機関（更生医療）               | 母体保護法指定医の配置されている医療機関 |
| 指定自立支援医療機関（育成医療）               | 地域医療支援病院                         |
| 指定自立支援医療機関（精神通院医療）           | 臨床研修病院                             |
| 身体障害者福祉法指定医の配置されている医療機関 | 特定疾患治療研究事業委託医療機関         |
| 生活保護法指定医療機関                         | DPC対象病院                              |
| 医療保護施設                                   | 無料低額診療事業実施医療機関             |
| 結核指定医療機関                               |                                          |

- 救急告示病院[13]
- 公益財団法人日本医療機能評価機構認定病院[14]
- このほか、各種法令による指定・認定病院であるとともに、各学会の認定施設でもある。

## 関連人物
- 種部恭子（医師、政治家。自由民主党所属の富山県議会議員） - 当院元産婦人科医長。

## 交通アクセス
- JR北陸新幹線・JR高山本線・あいの風とやま鉄道線「富山駅」より車で20分[15]
- あいの風とやま鉄道線「東富山駅」東口より徒歩15分（約0.8km）
- 富山地方鉄道バス「済生会病院」停留所下車[15]